# Szófér Bernát
Szófér Bernát, vagy Sévet Szófér, Schreiber Szimhá Bunem (Pozsony, 1842. november 28. – Frankfurt, 1906. december 2.) pozsonyi rabbi.

## Élete és művei
Moses Schreiber unokájaként, Szófér Ábrahám fiaként született. Édesapját követte a pozsonyi hitközség rabbiszékének hivatalában 1871-től. 35 évnyi szolgálat után 1906-ban hunyt el. Fő munkája a Sévet Szófér című novella- és responsumgyüjtemény.

## Egyéb külső hivatkozások
- https://www.szombat.org/archivum/a-pozsonyi-ortodoxia-tortenete
- https://zsido.com/a-kiralyhazai-rabbi-oroksege/